# (200) Dynamene
(200) Dynamene  ist ein Asteroid des mittleren Hauptgürtels, der am 27. Juli 1879 vom deutsch-US-amerikanischen Astronomen Christian Heinrich Friedrich Peters am Litchfield Observatory in New York bei einer Helligkeit von 11 mag entdeckt wurde.
Die Bedeutung des Namens ist zweifach: Dynamene ist eine der Nereiden und das griechische Präfix δι- di- steht für die Zahl zwei. Der Entdecker schrieb 1880: „The name of Dynamene may aid the memory in writing its number, 200 (Der Name Dynamene kann das Gedächtnis unterstützen, seine Nummer 200 zu schreiben).“

## Wissenschaftliche Auswertung
Mit Daten radiometrischer Beobachtungen im Infraroten mit der Infrared Telescope Facility (IRTF) am Mauna-Kea-Observatorium auf Hawaiʻi vom Dezember 1980 wurden für (200) Dynamene erstmals Werte für den Durchmesser und die Albedo von 126 km und 0,04 bestimmt. Aus Ergebnissen der IRAS Minor Planet Survey (IMPS) wurden 1992 Angaben zu Durchmesser und Albedo für zahlreiche Asteroiden abgeleitet, darunter auch (200) Dynamene, für die damals Werte von 128,4 km bzw. 0,05 erhalten wurden. Eine Auswertung von Beobachtungen durch das Projekt NEOWISE im nahen Infrarot führte 2011 zu vorläufigen Werten für den Durchmesser und die Albedo im sichtbaren Bereich von 130,5 km bzw. 0,05. Die Werte wurden nach neuen Messungen 2014 auf 128,3 km bzw. 0,05 geändert. Nach der Reaktivierung von NEOWISE im Jahr 2013 und Registrierung neuer Daten wurden die Werte 2015 zunächst mit 121,5 km bzw. 0,04 angegeben und dann 2016 erneut korrigiert zu 132,2 bis 135,3 km bzw. 0,04, diese Angaben beinhalten aber alle hohe Unsicherheiten.
Erste photometrische Beobachtungen von (200) Dynamene erfolgten vom 7. bis 11. November 1975 durch einen Beobachter in New Jersey. Er konnte aber keinerlei Helligkeitsveränderung feststellen. Weitere Versuche zur Bestimmung der Rotationsperiode des Asteroiden wurden vom 5. bis 7. Dezember 1975 am Observatoire de Haute-Provence in Frankreich unternommen. Damals wurde dafür aus der Lichtkurve ein Wert von 19 h abgeleitet. Neue Beobachtungen vom 9. Oktober bis 4. Dezember 2011 ergaben eine detaillierte Lichtkurve mit einer Rotationsperiode von 37,394 h. Eine Periode von etwa 19 h wurde ausgeschlossen.
Mit dem Weltraumteleskop Transiting Exoplanet Survey Satellite (TESS) konnten während dessen Durchmusterung des Südhimmels 2018 bis 2019 auch Objekte des Sonnensystems beobachtet werden. Dabei wurden auch die Lichtkurven von fast 10.000 Asteroiden aufgezeichnet. Für (200) Dynamene wurde aus Messungen etwa vom 29. Juni bis 17. Juli 2019 eine Rotationsperiode von 37,4097 h abgeleitet.
Abschätzungen von Masse und Dichte für den Asteroiden (200) Dynamene aufgrund von gravitativen Beeinflussungen auf Testkörper hatten in einer Untersuchung von 2012 zu einer Masse von etwa 10,7·1018 kg geführt und mit einem angenommenen Durchmesser von etwa 130,7 km zu einer als unrealistisch bewerteten Dichte von 9,14 g/cm³ bei keiner Porosität.